# 中尾美树
中尾美树（日语：／ Nakao Miki，1978年6月25日—），日本女子游泳运动员。她曾代表日本参加1996年和2000年夏季奥林匹克运动会游泳比赛，其中2000年奥运会获得一枚铜牌。